# Хасан Јаздани
Хасан Јаздани (перс. حسن یزدانی; Џујбар, 28. децембар 1994) је ирански рвач слободним стилом, и олимпијски победник. На Светском првенству за јуниоре 2014. тријумфовао је у категорији до 66 kg, на Светском првенствзу за сениоре био је сребрни до 70 kg, а на Олимпијским играма у Рио де Жанеиру постао је олимпијски првак до 74 kg.